# Mark of the Beast
Mark of the Beast è il dodicesimo album del gruppo heavy metal statunitense Manilla Road, pubblicato nel 2002. Originariamente doveva essere il loro secondo album e pubblicato nel 1981, ma il gruppo fu insoddisfatto dei risultati e registrò invece Metal. Il bootleg dell'album rimase inedito per 21 anni fino a quando l'etichetta lo recuperò.

## Tracce
1. Mark of the Beast – 9:35
2. Court of Avalon – 7:29
3. Avatar – 9:34
4. Dream Sequence – 2:45
5. Time Trap – 6:59
6. Black Lotus – 5:03
7. Teacher – 4:51
8. Aftershock – 5:10
9. Venusian Sea – 6:16
10. Triumvirate – 8:22

## Formazione
- Mark Shelton - voce, chitarra
- Scott Park - basso
- Rick Fisher - batteria